# Adar Oilfield

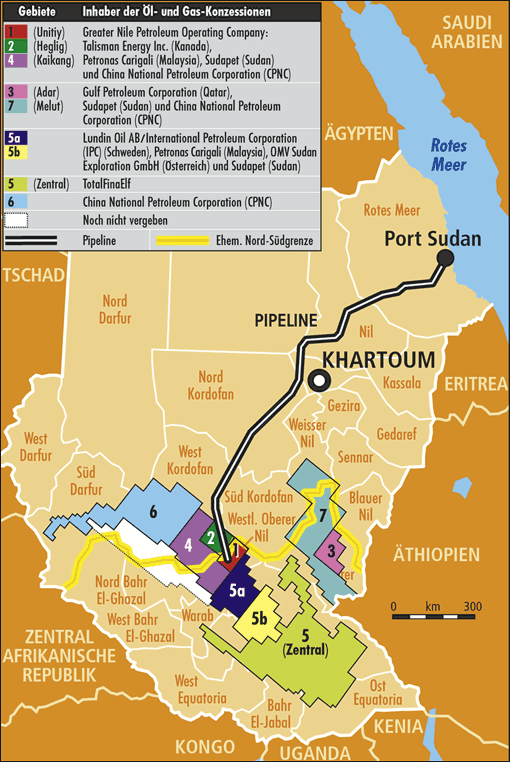
Oil concessions in Sudan & South Sudan as of 2004. Block 3 (Adar) in the east.

Adar oilfield (auch: Adar Yale, Adar Yeil, Adaril) ist ein Ölfeld im Melut Basin (Mabaan) im Südsudan. Es wird geschätzt, dass dort Ölvorräte im Umfang von 276 Mio. Barrel (43.900.000 m³) lagern. Die Chevron Corporation hatte das Adar Yale Field 1981 entdeckt, kurz vor Ausbruch des Zweiten Sudanesischen Bürgerkrieges (1983–2005). Bald nachdem Chevron 1984 die Explorations-Arbeiten eingestellt hatte, begannen Truppen der Sudanesischen Regierung Siedlungen von Zivilisten in dem Gebiet anzugreifen. Sie brannten die Häuser nieder und vertrieben die Menschen. In den späten 1990ern erhielten die Regierungstruppen auch noch Unterstützung von Milizen der Nuer aus Nasir, die die Menschen vertrieben, um Platz für Straßen und Infrastruktur des Ölfelds zu schaffen.
Präsident Omar al-Bashir eröffnete die Ölförderung im März 1997 und ursprünglich wurden 5000 Barrel (790 m³) pro Tag gefördert. Durch die Nähe zu den Grenzen des Sudan und Äthiopiens hat das Ölfeld das Potential spürbar wirtschaftliches Wachstum in die Region zu bringen. Bisher lag das Augenmerk der Machthaber jedoch eher auf der Vertreibung der Bevölkerung, als auf einer langfristigen Entwicklungsstrategie für die Region. China hat große Investitionen im Adar Oilfield und an anderen Stellen in Südsudan und Sudan geleistet und Pläne für weitere umfangreiche Investitionen aufgestellt.

## Geographie
Adar ist ein Gebiet südöstlich von Melut am Weißen Nil im Bundesstaat Upper Nile unweit der Grenze zu Äthiopien im Osten.
Der Fluss Khor Adar (auch: Khor Yal), welcher auch die Machar-Sümpfe entwässert, verläuft in nordwestliche Richtung durch die Region zum Nil hin. In der Nähe von Melut mündet er in denselben.
Die Khor-Machar-Sümpfe liegen in einem Dreieck nördlich des Sobat River und östlich des Weißen Nils.
In der Regenzeit erreichen die Sümpfe eine Ausdehnung von 6500 km². Die Sümpfe werden unter anderem aus kleinen jahreszeitlichen Flüssen gespeist, die aus den Ausläufern des Äthiopischen Berglands entlang der Ostgrenze entspringen. Außerdem fließt Überlaufwasser von Kanälen des Sobat zu.
Ablaufendes Wasser gibt es relativ wenig. Das meiste Wasser verdunstet, bevor es durch den Adar River in den Nil läuft.
Es gab Pläne einen Kanal von Machar über Adar zum Weißen Nil anzulegen um den Wasserzufluss im Norden, im Sudan und in Ägypten zu erhöhen. Politische Instabilität hat das Projekt bisher jedoch verhindert.

## Geschichte
Die Chevron Corporation hatte das Ölfeld 1981 entdeckt und vier Probebohrungen förderten bis zu 1.500 Barrel (240 m³) pro Tag.
Das Öl ist in Sandstein der Yabus Formation aus dem Paläogen eingeschlossen.
Das Ölfeld erstreckt sich über eine Fläche von ca. 20 km² aber die Zone, in der eine Erschließung lohnt, umfasst nur 2,9 km².
Anfangs ging man davon aus, dass das Ölfeld 168 Mio. Barrel (26.700.000 m³) enthält. Seismische Untersuchungen von 2000 lassen aber auf eine Masse von 276 Mio. Barrel (43.900.000 m³) schließen.
Dabei wurden drei kleine Ölreservoirs südlich von Adar-Yale entdeckt mit zusätzlich ca. 129 Mio. Barrels (20.500.000 m³).
Chevron zog sich 1984 aus dem Sudan zurück, als drei Mitarbeiter getötet worden waren. Letztlich verkaufte Chevron 1992 alle sudanesischen Konzessionen.

### Ölproduktion
Chevron beendete seine Operationen 1984 und die Konzession wurde später in kleinere Einheiten aufgeteilt.
1992 wurde der Gulf Petroleum Corporation-Sudan (GPC) das Melut Basin – Blocks 3 und 7 – zugesprochen. GPC gehörte zu 60 % der Gulf Petroleum Corporation von Qatar, zu 20 % zu Sudapet und zu 20 % zu einer Firma von Mohamed Abdullah Jar al-Nabi, des Hauptgeldgebers der National Islamic Front (NIF). Das GPC-Konsortium hat ca. US$ 12 Mio. in die Erschließung des Adar Yale-Feld investiert. Im Oktober 1996 begann GPC zu bohren und die Quellen von Chevron wieder zu öffnen. Gleichzeitig begann der Ausbau einer ganzjährig befahrbaren Straße von Adar Yale in die Garnisonsstadt Melut.
Präsident Omar al-Bashir eröffnete das Ölfeld offiziell im März 1997. Zunächst belief sich die Produktion auf nur 5000 Barrel (790 m³) pro Tag und das Öl wurde per LKW nach Melut und von dort mit dem Boot nilabwärts nach Khartum transportiert zum Export. Auch wenn das Exportvolumen gering war, hatte das Produkt als erstes Sudanesisches Rohöl einen hohen symbolischen Wert.
Im März 2000 unterzeichnete die kanadische Firma Fosters Resources einen Vertrag zur Ölproduktion mit der Regierung des Sudan, der den größten Teil des Melut Basin umfasste, inklusive des Adar Yeil Field. Fosters Resources wollte in Partnerschaft mit einem Konsortium von arabischen und sudanesischen Firmen arbeiten, wurde aber im Mai 2000 gezwungen, sich zurückzuziehen, als die finanzielle Absicherung aufgrund des Drucks von Menschenrechtsorganisationen wegbrach.
Die US-Regierung war bereits davor höchst kritisch gegenüber der kanadischen Beteiligung an der Ausbeutung der Ölreserven des Sudan und im Februar 2000 verkündete die US-Treasury, dass es Amerikanern verboten sei mit der Greater Nile Petroleum Operating Company (GNPOC) und mit Sudapet Geschäfte zu machen.
Petrodar wurde im Oktober 2001 gegründet es gehört zu 41 % der China National Petroleum Company (CNPC) und zu 40 % Petronas aus Malaysia. Petrodar baute die Ölförderungs-Infrastruktur großflächig aus, so dass eine tägliche Ölförderung von 31.000 Barrel (4.900 m³) möglich wurde, nachdem der Großteil der ursprünglichen Einwohner vertrieben worden war.
Im November 2005 setzte CNCP die Petrodar-Pipeline in Betrieb, welche Blocks 3 und 7 (Adar Yale und Palogue Oil Field) mit Port Sudan am Roten Meer verbindet. Die Pipeline hat einen Durchsatz von 150.000 Barrel (24.000 m³) pro Tag und eine maximale Kapazität von 500.000 Barrel (79.000 m³). Im Januar 2007 betrug die gemeinsame Fördermenge der Blocks 3 und 7 165.000 Barrel mit dem Potential zum Ende des Jahres 2007 Spitzenleistungen von 200.000 Barrel (32.000 m³) zu erbringen.
2009 wurden in den beiden Blocks fast 240.000 Barrel (38.000 m³) von Dar blend gefördert.
Diese Sorte Rohöl ist schwer und höchst säurehaltig, daher erzielt sie geringere Preise als die Spitzen-Schweröle wie Brent Crude oder Minas Crude.

## Bevölkerung
In der Umgebung von Adar lebten hauptsächlich Maba (Burgu-Dinka), die von Ackerbau und Viehzucht leben. Viele von ihnen nutzen die Flussauen am Ostufer des Weißen Nil und ziehen in der Trockenzeit auf saisonale Weiden entlang des Khor Adal und des Khor Wol an den Rändern des Sumpfes.
Bald nachdem Chevron seine Arbeiten eingestellt hatte, begannen Regierungstruppen die zivilen Siedlungen in dem Gebiet anzugreifen. Sie verbrannten die Dörfer und trieben die Menschen fort. Dabei wurden auch viele Menschen getötet.
In den 1990ern übernahmen Milizen der Nuer aus der Gegend von Nasir die Vertreibungen. Damit sollte Raum geschaffen werden für Straßen und Anlagen des Ölfelds.
Auch Entwicklungshelfer wurden Ziel der Attacken. Die NGO-Compounds, Verteilstationen für landwirtschaftliche Geräte und Gesundheitszentren wurden beschädigt und zerstört.
Man schätzt, dass 12.000 Personen zur Flucht gezwungen wurden während 1999 bis 2000 die befestigte Straße zwischen Melut, Paloic und Adar gebaut wurde.
Kirchliche Quellen berichten, dass die Regierungsmilizen im Jahr 2000 48 Dörfer abbrannten und 55.000 Menschen im Adar-Gebiet vertrieben.
Laut Derek Hammond, dem Direktor der International Relief and Development Agency (IRD) gab es in den Gebieten um Adar nur noch „Felder mit zerstörten Kulturen und ohne jede Art von Nahrung, eine handvoll lokaler Einwohner versuchten in einem Sumpf nach etwas essbarem zu fischen.“ („Fields of destroyed crops with no evidence of any type of food, a handful of local people scratching around in a swamp for something to eat“).

## Sicherheit
Im Juli 1996 griff die Regierung des Sudan Stellungen der Sudan People’s Liberation Army (SPLA) in Delal Ajak an, westlich des Nils.
Damit sollte eine sichere Passage für Lastkähne mit Öl-Fracht vom Adar-1 field gewährleistet werden.
Im November 1996 warnte der Führer der SPLA John Garang, dass seine Truppen das Adar Yale Oil Field angreifen würden.
Im Juni 1998 eroberte die SPLA die Stadt Ulu in der Nähe des Adar Yale Field und im März 1999 besiegte das 13. Battalion der SPLA eine Regierungsbrigade vor der Stadt. Mit diesem Sieg lag das Ölfeld in Reichweite der SPLA-Artillerie.
Im April 2001 kam es zu einem Flugzeugunglück in Adaril. Eine russische Antonow brach entzwei, nachdem sie von der Landebahn abgekommen war, offenbar aufgrund eines Sandsturms.
In dem Unglück wurde Sudans stellvertretender Verteidigungsminister, Colonel Ibrahim Shamsul-Din, und 13 weitere hochrangige Offiziere getötet, die die militärischen Zonen im Süden inspiziert hatten. 16 Menschen überlebten das Unglück. Ein Sprecher der SPLA verneinte eine Verantwortung für den Unfall; er erklärte, dass die SPLA in dem Gebiet keine Einheiten hatte.
Der Bürgerkrieg endete offiziell im Januar 2005 und die Juba Declaration vom 8. Januar 2006 schuf die Basis für eine Einigung der rivalisierenden militärischen Gruppen im Südsudan. Gordon Kong Chuol, der stellvertretende Kommandant der South Sudan Defense Forces (SSDF), welche von der Regierung des Sudan unterstützt worden war, widersetzte sich der Einigung. Seine Haupteinheit, die „Nasir Peace Force“ war in dem Dorf Ketbek stationiert, nördlich von Nasir. Sie bestand im August 2006 noch aus 75–80 Kämpfern und vielleicht 300 Reservisten in der Umgebung.
Seine Position an der Grenze des Sudan im Norden und in Nähe zu dem Ölfeld war sehr gefährlich.
Im Juli 2006 wurden vier Busse von Rekruten der SSDF aus Khartoum in das Gebiet gebracht.
Im August 2006 gab es dann 300 bis 400 aktive Milizionäre in dem Gebiet.
Seit dem Frieden hat China große Investitionen im Adar Oilfield und an anderen Stellen im Südsudan unternommen, genauso wie in Ölfeldern im Sudan und wie in die Pipeline nach Port Sudan. China hat im September 2008 ein Konsulat in Juba eingerichtet und dieses 2010 zu einer Botschaft hochgestuft.
Eine Pipeline an den kenianischen Hafen Lamu ist angedacht, wodurch die Ölproduktion von der nördlichen Pipeline durch den Sudan unabhängig würde. China hat also ein großes Interesse an der Lösung der Sicherheitsprobleme in der Region und als ein Großinvestor und Kunde für beide Länder hat es wahrscheinlich auch die Mittel um die Probleme in den Griff zu bekommen.